# كافان سميث
كافان سميث (بالإنجليزية: Kavan Smith)‏ (و. 1970  م) هو ممثل أفلام، وممثل تلفزي، وممثل مسرحي كندي، ولد في إدمونتون.
.

## وصلات خارجية
- كافان سميث على موقع IMDb (الإنجليزية)
- كافان سميث على موقع ألو سيني (الفرنسية)
- كافان سميث على موقع أول موفي (الإنجليزية)
- كافان سميث على موقع قاعدة بيانات الأفلام السويدية (السويدية)
- كافان سميث على موقع إن إن دي بي (الإنجليزية)
- كافان سميث على موقع قاعدة بيانات الفيلم (الإنجليزية)
- كافان سميث على موقع كينوبويسك (الروسية)